# Isabelle Adjani
Isabelle Yasmine Adjani (Párizs, 1955. június 27. –) ötszörös César-díjas francia színésznő. Tehetségére korán felfigyeltek: tizenévesen már filmekben és színpadon játszott, első főszerepéért Oscar-díjra jelölték. A legkülönbözőbb műfajú alkotásokban szerepelt, ám szerepeit igyekezett mindig gondosan megválogatni. Az 1980-as évek második felétől kezdve ritkábban látható a mozivásznakon, mert a magánéletére és különböző apáktól született gyermekei nevelésére helyezte a hangsúlyt. 2011 végéig ő az egyetlen színésznő, aki ötször kapta meg a francia filmszakma legrangosabb kitüntetését, a César-díjat.

## Pályafutása

### A kezdetek
Isabelle édesapja az algériai kabil származású Mohammed Chérif Adjani, édesanyja a német Augusta „Gusti” Emma Schweinberger. Van egy fivére, Eric, aki fotóművész lett. A család a Párizshoz közeli Gennevilliers-ben telepedett le. Isabelle már kislányként ismerkedni kezdett a színjátszással, 12 évesen egy amatőr színtársulat tagja lett. 14 éves korában kapta első filmszerepét Bernard Toublanc-Michel A kis szökevény (1970) című filmjében, sőt ő énekelte a címadó dalt is. A következő évben esélyes volt Michel Mardore A megmentő (1971) című, később heves vitákat kiváltott háborús drámája női főszerepére, ám a rendező az utolsó pillanatban Muriel Catalát választotta a főszerepet játszó Horst Buchholz partnerének. Adjani 1972 végén, 17 évesen debütált Reimsben, Federico García Lorca Bernarda Alba háza c. drámájában, amelyet Robert Hossein rendezett, Annie Ducaux-nak (1908–1996), a Comédie-Française társulata örökös tagjának címszereplésével. A koprodukció óriási sikert aratott, Adjani számára meghozta a színpadi áttörést. Az előadást később átvette a párizsi Odéon Színház is.
Az 1970-es évek elején a színpadon kapott fontos szerepeket, méghozzá a világhírű társulat, a Comédie-Française tagjaként: Ágnest játszotta Molière Nők iskolája című komédiájában, és kiugró sikere volt Jean Giraudoux Ondine című darabjának címszerepében. (Mindkét alakítását megismételte a televízió számára is.) A filmvilágba Claude Pinoteau A pofon (1974) című, annak idején Magyarországon is vetített vígjátéka jelentette az igazi belépőt. Ebben Adjani a Lino Ventura és Annie Girardot által játszott házaspár lányát alakította, és több kritika szerint az ő játéka miatt igazán figyelemre méltó az amúgy középszerű produkció. Adjani ekkor úgy döntött, hogy kilép a Comédie-Française társulatából, és a filmszínészi karrierjére koncentrál.

### Hazai és nemzetközi sikerek
Következő szerepe François Truffaut Adèle H. története (1975) című drámájában már nemzetközi sikert eredményezett: a mindössze 20 éves színésznőt alakításáért Oscar-díjra jelölték. A film Victor Hugo leányának, Adèle-nek naplója alapján készült, és a fiatal teremtés tragikus életét mutatja be, amely a Pinson hadnagy iránti reménytelen szerelemből az őrületbe vezetett. Roman Polański egyik legjobb filmje A bérlő (1976) című nyomasztó lélektani dráma, amelynek a rendező által játszott főhőse, Trelkowski különös személyiségváltozáson megy keresztül egy bérelt párizsi lakásban. Trelkowski barátnőjét, Stellát Isabelle Adjani játszotta. 1976-ban mutatták be André Téchiné Barocco című bűnügyi drámáját, amely egy fiatal lány (Adjani), egy bokszoló (Gérard Depardieu) és egy bérgyilkos (szintén Depardieu) különös szerelmi története. A magyar mozikba is eljutott Walter Hill Gengszterek sofőrje (1978) című akciófilmje, amelyben Isabelle Ryan O’Neallel játszott együtt. Ez a film volt a színésznő első amerikai vendégszereplése. 1979-ben Isabelle két újabb jelentős szerepet kapott. Werner Herzog Nosferatu: Az éjszaka fantomja című mívesen elkészített alkotása Friedrich Wilhelm Murnau 57 évvel korábbi horrorklasszikusának kitűnő remake-je vagy még inkább: újragondolása. Adjani alakította Lucyt, az önfeláldozó feleséget olyan partnerek mellett, mint Klaus Kinski és Bruno Ganz. André Téchiné A Brontë-nővérek című életrajzi drámájában Isabelle formálta meg az Üvöltő szelek írónőjét, Emily Brontët. Partnerei: Marie-France Pisier (Charlotte Brontë) és Isabelle Huppert (Anne Brontë). Az eredetileg háromórás mű igen sok francia kritikusnak nem tetszett: ők gúnyosan Gaumont-nővéreknek csúfolták a filmet, és ezzel arra kívántak utalni, hogy szerintük a gyártó Gaumont cég közreműködése inkább az üzleti, semmint a művészi szempontok érvényesülését segítette elő.
Az 1981-es esztendő ismét két nagy szerepet hozott a színésznőnek. A Franciaországban élő lengyel Andrzej Żuławski Megszállottság című különös drámájában az Adjani játszotta fiatalasszony elhagyja a férjét (Sam Neill) és a szeretőjét (Heinz Bennent), hogy viszonyt folytasson egy medúzaszerű szörnyeteggel. James Ivory Kvartett című filmje a 20. század húszas éveiben játszódik, Párizsban. A történet szerint a bájos Marya Zelli (Adjani) férje börtönbe kerül, és a fiatalasszony a felmerülő problémák megoldásához a Heidler házaspár (Maggie Smith és Alan Bates) segítségét veszi igénybe. Carlos Saura Antonieta (1982) című drámájának pszichológus hősnője egy öngyilkos nő utáni nyomozás során találkozik Antonieta (Adjani) esetével. 1983-ban Isabelle két bűnügyi-lélektani drámában játszott kulcsszerepeket. Claude Miller Halálos kószálás című filmjének zavart lelkű hősnője gyilkosságokat követ el, az utána nyomozó magándetektív (Michel Serrault) azonban eltünteti a nyomokat, mivel a tettes saját, fiatalon elhunyt lányára emlékezteti. A Sébastien Japrisot regénye alapján, Jean Becker rendezésében készült Gyilkos nyár hősnője borzalmas titkot őriz: édesanyját valaha három férfi megerőszakolta. A férfiakat teljesen megvadító lány egy autószerelővel kötött házassága után elhatározza, hogy megöli anyja egykori megbecstelenítőit. Magyarországon is kultuszfilmnek számít Luc Besson Metró (1985) című bűnügyi drámája, amely javarészt a párizsi metró labirintusában játszódik. Ez a föld alatti világ tulajdonképpen ellentéte a felszín hazug, képmutató világának, mely valójában sokkal kuszább és sötétebb, mint a metróé. A két miliőt az Adjani által megformált Héléna személye kapcsolja össze. A férfi főszereplő: Christopher Lambert. Nagy bukás volt Isabelle második amerikai filmje, az Ishtar (1987), melyben Warren Beatty és Dustin Hoffman játszották a férfi főszerepeket. A csorbát a következő filmmel maximálisan sikerült kiküszöbölni. A Camille Claudel (1988) a címszereplő szobrásznő és Auguste Rodin (Gérard Depardieu) szenvedélyes kapcsolatának története, amelynek a vége – akárcsak Adèle H. esetében – a téboly. Az eredetileg operatőr Bruno Nuytten első rendezése jelentős szakmai siker volt, így például a legjobb külföldi film Oscar- és Golden Globe-díjára jelölték, Adjani pedig újabb Oscar-jelölést kapott a főszerepben nyújtott alakításáért. A film ezenkívül még 12 (!) César-jelölést kapott, melyekből 5-öt sikerült díjra váltani.

### Vendég a stúdiókban
Az 1990-es évektől kezdve Adjani már csak ritkán állt a kamerák elé, mivel egyre több időt akart szentelni magánéletének és gyermekeinek. Patrice Chéreau éveket várt a színésznőre, hogy vele játszassa el a Margó királyné (1994) címszerepét, melyet a 40 évvel korábbi filmváltozatban Jeanne Moreau formált meg. Alexandre Dumas regényének meglepően véres filmadaptációjában a Szent Bertalan-éj szörnyűségei és az azzal kapcsolatos szövevényes intrikák állnak a cselekmény középpontjában. Margó hercegnőt könnyűvérű teremtésnek ismerjük meg az első jelenetekben, akit azonban a kegyetlenségek teljesen átformálnak. Chéreau mesterművében olyan színészek játszanak még Adjanin kívül, mint Jean-Hugues Anglade, Daniel Auteuil, Vincent Pérez vagy az 1960-as évek egykori szexis szépsége, Virna Lisi, aki a félig kopasz Medici Katalin szerepében nyújt kiemelkedőt. Remake volt Jeremiah S. Chechik Az ördög háromszöge (1996) című krimije is, Henri-Georges Clouzot 40 évvel korábbi francia klasszikusának, az Ördöngösöknek feldolgozása. A bemutató állítólag majdnem elmaradt, mert a korabeli sajtóhírek szerint az amerikai stáb nem egyezett meg Clouzot örököseivel, de aztán az utolsó pillanatban létrejött a megállapodás. A film nem volt igazán nagy siker, Adjani viszont a magánéletben összebarátkozott híres partnernőjével, Sharon Stone-nal. Ígéretesnek tűnt Roman Polański A hasonmás című filmterve, amelyben Isabelle oldalán John Travolta játszotta volna a főszerepet. A tinilányok egykori kedvence azonban visszalépett, mert nem volt hajlandó meztelenül mutatkozni az egyik jelenetben. A rendező ekkor Steve Martint kérte fel, mire Adjani is lemondta a szerepét, mert nehezményezte, hogy Polański vele nem beszélte meg a főszereplőcserét.

### Zene
Isabelle Adjani három filmjében énekelt is. Az elsőben, A kis szökevényben a címadó dalt adta elő. A Kvartettben a Pars, a Bon voyage (2003) című filmjében pedig megint a címadó dalt adta elő. 1983-ban Serge Gainsbourg írt számára egy dalt Pull Marine címmel, melyhez Luc Besson rendezett klipet. A kislemez nagy sikert aratott, több mint egymillió kelt el belőle.

## Magánélete
Isabelle magánéletében három férfi játszott fontos szerepet. Bruno Nuytten operatőr-rendezővel való kapcsolatából született első fia, Barnabé, aki zenész lett. 1989-ben Isabelle viszonyt kezdett Daniel Day-Lewis angol színésszel. A kapcsolat 5 évvel később ért véget. Adjani 1995-ben szülte második fiát, Gabriel-Kane Day-Lewist, ám a színész nem ismerte el az apaságot. 2002 és 2004 között a színésznő Jean-Michel Jarre-ral élt együtt. Rövid életű kapcsolatai közül a Warren Beattyhez fűződő viszony foglalkoztatta a legélénkebben a pletykasajtót az 1980-as évek második felében. Ugyanekkor terjedt el a francia médiában az a hír, hogy Adjani AIDS-ben elhunyt: a művésznő kénytelen volt végül a tévében megjelenni, hogy személyesen cáfolja meg ezt a képtelen sajtópletykát.

## Filmjei
- 2008: La Journée de la jupe (tévéfilm)
- 2008: Figaro (tévéfilm)
- 2006: Monsieur Ibrahim és a Korán virágai (Monsieur Ibrahim et les fleurs du Coran)
- 2003: Jó utat (Bon voyage)
- 2002: Adolphe
- 2002: A bűnbánó (La repentie)
- 1998: Paparazzi
- 1996: Az ördög háromszöge (Diabolique)
- 1994: Margó királyné (La Reine Margot)
- 1993: Toxikus botrány (Toxic Affair)
- 1988: Camille Claudel
- 1987: Ishtar
- 1986: T’as de beaux escaliers tu sais
- 1985: Metró (Subway)
- 1983: Gyilkos nyár (L’été meurtrier)
- 1983: Halálos kószálás (Mortelle randonnée)
- 1982: Antonieta
- 1982: Csupa tűz, csupa láng (Tout feu, tout flamme)
- 1981: Jövőre… ha minden jól megy (L’année prochaine… si tout va bien)
- 1981: Kvartett (Quartet)
- 1981: Megszállottság / Birtoklás (Possession)
- 1981: Klára és a szépfiúk (Clara et les Chics Types)
- 1979: A Brontë-nővérek (Les Sœurs Brontë)
- 1979: Nosferatu, a vámpír (Nosferatu: Phantom der Nacht)
- 1978: Gengszterek sofőrje (The Driver)
- 1977: Violette & François
- 1976: Barocco
- 1976: A bérlő / A lakó (Le Locataire)
- 1975: Adèle H. története (L’histoire d’Adèle H)
- 1975: Ondine (tévéfilm)
- 1974: A pofon (La Gifle)
- 1974: A flamandok titka (Le Secret des flamands) (tévéfilm)
- 1974: Ariane
- 1973: Nők iskolája (L’école des femmes) (tévéfilm)
- 1973: A fösvény (L’Avare) (tévéfilm)
- 1972: Faustine és a szép nyár (Faustine et le bel été)
- 1970: A kis szökevény (Le petit bougnat)

## Fontosabb díjak és jelölések
Oscar-díj
- 1976: jelölés Adèle H. története (legjobb színésznő)
- 1990: jelölés Camille Claudel (legjobb színésznő)

César-díj
- 1976: jelölés Adèle H. története (legjobb színésznő)
- 1977: jelölés Barocco (legjobb színésznő)
- 1982: díj Megszállottság (legjobb színésznő)
- 1984: díj Gyilkos nyár (legjobb színésznő)
- 1986: jelölés Metró (legjobb színésznő)
- 1989: díj Camille Claudel (legjobb színésznő)
- 1995: díj Margó királyné (legjobb színésznő)
- 2010: díj A szoknya napja (legjobb színésznő)
- 2019: jelölés Tied a világ (legjobb mellékszereplő színésznő)

David di Donatello-díj
- 1975: díj A pofon (Special David)
- 1976: díj Adèle H. története (legjobb színésznő) (megosztva Glenda Jacksonnal a Hedda című filmért)

Bambi-díj
- Megkapta: 1978

Berlini filmfesztivál
- 1989: díj Camille Claudel (legjobb színésznő)

Cannes-i filmfesztivál
- 1981: díj Kvartett, Megszállottság (legjobb női alakítás díja)

Cabourg-i Romantikus Filmek Fesztiválja
- 2003: díj Adolphe (legjobb színésznő)

Fantasportói filmfesztivál
- 1983: díj Megszállottság (legjobb színésznő)